# Trichoncyboides simoni
Trichoncyboides simoni là một loài nhện trong họ Linyphiidae. Chúng thuộc chi đơn loài Trichoncyboides và được Roger de Lessert miêu tả năm 1904.